# Sinskea phaea
Sinskea phaea är en bladmossart som beskrevs av William Russell Buck 1994. Sinskea phaea ingår i släktet Sinskea och familjen Meteoriaceae. Inga underarter finns listade i Catalogue of Life.